# Microsmaris mirandus
Microsmaris mirandus är en spindeldjursart som beskrevs av Hirst 1926. Microsmaris mirandus ingår i släktet Microsmaris och familjen Erythraeidae. Inga underarter finns listade i Catalogue of Life.